# Sphaerostephanos peltochlamys
Sphaerostephanos peltochlamys är en kärrbräkenväxtart som först beskrevs av Carl Frederik Albert Christensen, och fick sitt nu gällande namn av Holtt. Sphaerostephanos peltochlamys ingår i släktet Sphaerostephanos och familjen Thelypteridaceae. Inga underarter finns listade.